# Mário Kröeff
Mário Kröeff (São Francisco de Paula, 13 de outubro de 1891 – Vassouras, 23 de dezembro de 1983) foi um médico e professor brasileiro; junto com Jorge Marsillac foi um dos pioneiros no combate contra o câncer no país.

## Biografia
Nascido na fazenda do Potreirinho, perto da então vila de São Francisco de Paula de Cima da Serra, atual município de São Francisco de Paula, na zona nordeste do estado do Rio Grande do Sul. Seus avós vieram para o Brasil num dos grupos de imigrantes alemães que se instalaram em São Leopoldo, em 1824. Os pais, Carlos Miguel Kröeff e Idalina Horn, já nasceram no Rio Grande do Sul. Após realizar os estudos primários, na cidade de Taquara do Mundo Novo, transferiu-se para Porto Alegre, onde concluiu o curso secundário. Depois de prestado o exame global de grande madureza, no Ginásio Júlio de Castilhos em 1910, matriculou-se na Escola Livre de Medicina, onde cursou os dois primeiros anos.
Transferindo-se em 1912 para o Rio de Janeiro, recebeu o diploma de médico na turma de 1915 da Faculdade de Medicina do Rio de Janeiro. No sexto ano fez concurso para interno acadêmico do Pronto Socorro Municipal. Depois de formado regressou ao Rio Grande do Sul para exercer a vida como clínico no interior do estado. Em 1918 regressou ao Rio de Janeiro, onde ingressou no corpo de saúde da Marinha do Brasil. Nomeado primeiro-tenente, serviu no Hospital Central da Marinha, na Ilha das Cobras, e logo depois na Escola Naval de Angra dos Reis. Quando em 1918 o Brasil organizou a Missão Médica Militar para prestar serviços na França, foi escolhido pelo ministro Alexandrino de Alencar, integrando a renomada Missão Médica Brasileira enviada para a Europa, durante a Primeira Guerra Mundial.  Terminada a guerra permaneceu em Paris, integrando o corpo médico-cirúrgico do hospital brasileiro, instalado na Rua Vangirard.
Aproveitando a estadia na Europa, frequentou cursos de cirurgia. Regressou ao Brasil após ter sido condecorado na França por serviços de guerra. Concursado para inspetor de saúde pública no recém criado Departamento Nacional de Saúde Pública, deixou a Marinha em 1921, para chefiar o dispensário de doenças venéreas, convidado por Eduardo Rabelo. Viajou a trabalho para Alemanha e França em 1924, voltando ao Brasil em 1926 para trabalhar na clínica de Brandão Filho, na Santa Casa de Misericórdia do Rio de Janeiro. Ali praticou a primeira operação de eletrocirurgia em câncer realizada no Brasil, com aparelho trazido da Alemanha. Até então, o câncer era considerado incurável no país.
Fundou o primeiro núcleo oficial de combate ao câncer no Brasil, chamado Centro de Cancerologia, no bairro do Estácio, em 1938, e que se tornaria, posteriormente, o Instituto Nacional de Câncer. Foi eleito para a Academia Nacional de Medicina em 1940. Em 1941 fundou o Serviço Nacional de Câncer. Durante a Segunda Guerra Mundial viajou aos Estados Unidos para adquirir radium. Em maio de 1946 transferiu o Serviço Nacional de Câncer para o Hospital Gaffre e Guinle, na Tijuca. Fundou a Sociedade Brasileira de Cancerologia e a Associação Brasileiro dos Cancerosos, que mais tarde se converteria no Hospital Mário Kroeff. Fez a primeira exposição sobre câncer no Brasil, patrocinada pelo Jockey Club Brasileiro, em 1948. Chefiou o Serviço Nacional de Câncer até 1954, substituído pelo ministro Miguel Couto Filho. Presidente do Conselho administrativo que coordenou as obras e a fundação do Hospital Federal dos Servidores do Estado.

### Últimos anos de vida
No últimos anos de vida dedicou-se a literatura através de três livros: Imagens do meu Rio Grande, Ensarilhando as armas e O gaúcho na panorama brasileiro, este último com a renda das vendas destinada exclusivamente ao término do Hospital Mário Kroeff. Mário Kröeff passou seus últimos anos residindo em sua casa de veraneio em Arcozelo, localidade do atual município de Paty do Alferes. Kröeff faleceu aos 92 anos, no Hospital Eufrásia Teixeira Leite, na cidade de Vassouras, vitimado por pneumopatia.
Ao falecer, Mário Kröeff deixou os filhos Mário e Marina. Por ironia do destino, Mário Kröeff, viúvo, veio a falecer no ano de 1983 na mesma data de falecimento de sua esposa, que ocorrera no ano anterior, em 1982. Mário Kröeff teve o seu corpo velado na Academia Nacional de Medicina, na cidade do Rio de Janeiro; tendo sido sepultado no Cemitério da Ordem da Penitência de Nossa Senhora da Conceição, na cidade de Vassouras.

## Títulos
Em reconhecimento e  pelos seus trabalhos prestados a medicina e a sociedade brasileira, Mário Kröeff recebeu as mais variadas homenagens; entre as quais lhe foram concedidos as seguintes honras::
- Idealizador, fundador e 1º diretor do Serviço Nacional de Câncer (1938-1954)
- Membro titular da Academia Nacional de Medicina - ocupando a cadeira nº 27, 17 de julho de 1940.[3]
- Fundador e ex-presidente da Associação Brasileira de Assistência aos Cancerosos
- Diretor-executivo da Fundação Napoleão Laureano
- Fundador e ex-presidente da Sociedade Brasileira de Cancerologia
- Fundador e ex-diretor da Revista Brasileira de Cancerologia
- Ex-presidente do Conselho Administrativo do Hospital dos Servidores do Estado (construção do Hospital)
- Co-fundador do Colégio Brasileiro de Cirurgiões, sendo membro titular da instituição[3]
- Livre-docente de clínica cirúrgica da Faculdade de Medicina da Universidade Federal do Rio de Janeiro
- Comendador da Ordem do Mérito, 1959
- Diploma de cidadão honorário da cidade de Vassouras, 31 de julho de 1974.
- Diploma de Cidadão do Estado da Guanabara, 16 de dezembro de 1974.
- Diploma de Honra ao Mérito, concedido pela Academia Brasileira de Letras; 29 de junho de 1978.[2]